# 백산학원 (서울)
학교법인 백산학원은 1972년 설립된 대한민국의 사립 학교법인이다. 중등교육기관을 설치하고 있으며, 평생교육 형태의 고등교육기관을 설치하고 있는 사학 재단이다.

## 연혁
- 1972년 9월: 재단법인 백산학원 설립
- 1973년 3월 31일: 국제고등기술학교(국제예술대학교) 설립
- 1983년 4월 28일: 학교법인 백산학원으로 개편
- 1983년 3월 2일: 시온상업고등학교(덕소고등학교) 인수

## 구성

### 국제예술대학교
국제예술대학교는 서울특별시 강남구에 위치한 전공대학이다. 평생교육 형태의 교육 기관으로, 정규 대학은 아니다. 1973년 재단법인 백산학원이 설립한 국제고등기술학교가 모태이며, 평생교육 형태의 교육기관으로 있다가, 2001년 전공대학으로 개편을 인가 받아 2015년에 현재의 명칭으로 변경하였다.

### 덕소고등학교
덕소고등학교는 경기도 남양주시에 위치한 일반 고등학교이다. 학교법인 시온학원이 1973년에 설립한 시온상업고등학교를 학교법인 백산학원이 1983년에 인수한 것이다. 덕소상업고등학교를 거쳐, 1985년 일반 고등학교로 편제가 변경되면서 현재의 명칭으로 변경하였다.